# Eros House

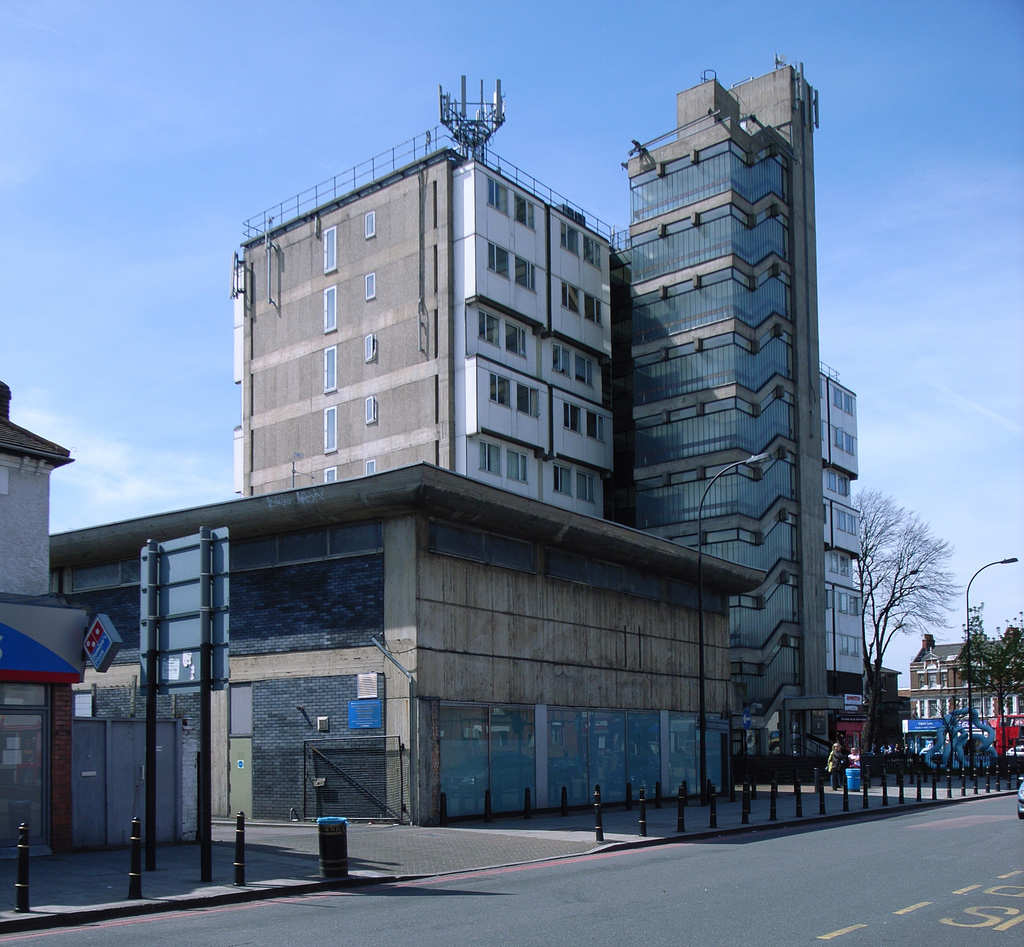
Eros House 2008

Eros House är en brutalistisk byggnad i Catford, i Lewisham i södra London, ritat av Rodney Gordon och Owen Luder och uppfört 1960–63. Byggnaden ersatte den gamla teatern i Catford och var en del i ett större stadsförnyelseprojekt som även inbegrep ett köpcentrum ritat av Gordon och Luder. Byggnaden har flera kännetecken som är typiska för Luders och Gordons brutalistiska arkitektur, bland annat det fristående trapptornet. Byggnaden har dock inte lika skulpturala former som exempelvis Trinity Square car park. Huset är numera kulturminnesskyddat.